# Isle of Man TT 1907
De Isle of Man TT 1907 was de eerste uitvoering van de Isle of Man TT. De race staat te boek als het begin van de wegrace op een circuit. Dat was in 1907 nog de St John's Short Course op het eiland Man.

## Ontstaan

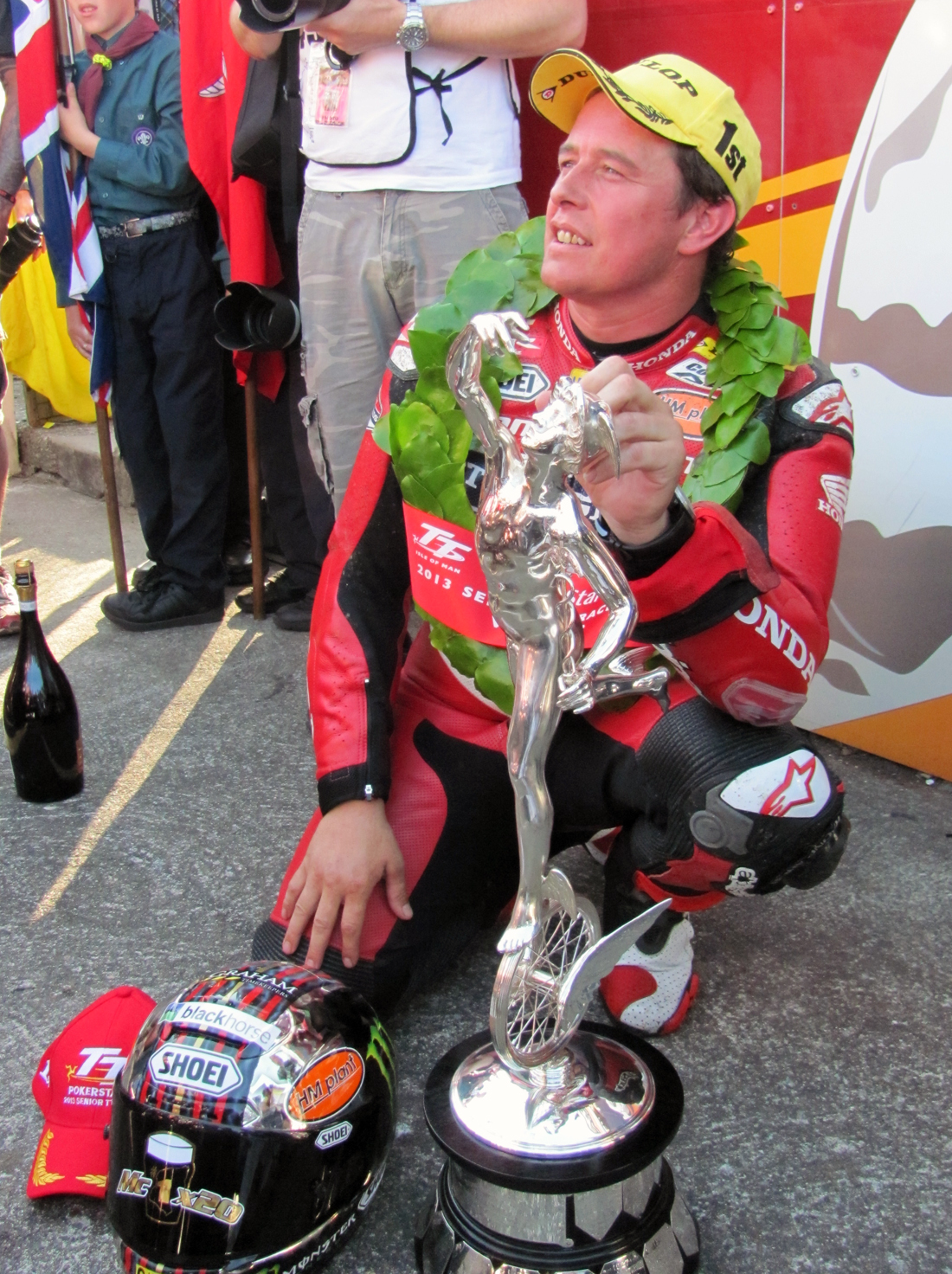
De "Mouzilly Saint-Mars"-trophee van John McGuinness in 2013

Aan het begin van de 20e eeuw waren er in het Verenigd Koninkrijk nog geen circuits. Het racen op openbare wegen was verboden omdat men het niet zinvol vond de weinige goede wegen voor de hele bevolking af te sluiten voor het plezier van enkelen. George Somerset, 3rd baron Raglan, de gouverneur van het Eiland Man, had echter een grote mate van autonomie en hij zag mogelijkheden in het organiseren van een wedstrijd op Man, met name ten voordele van de plaatselijke middenstand. Hij gaf toestemming voor de eerste wedstrijd voor auto's, de Gordon Bennett Eliminating Trial in 1904, die werd gevolgd door de Gordon Bennett Tourist Trophy car races in 1905. In 1905 werd een poging ondernomen een kwalificatiewedstrijd voor het Britse motorrijdersteam voor deelname aan de Trophée International te houden. De motorfietsen konden het circuit niet helemaal gebruiken, omdat ze de steile heuvels van de "Highroads Course" niet konden beklimmen.
Het idee voor de "Tourist Trophy" van Man ontstond in een gesprek in de trein van Oostenrijk naar huis na de Trophée International van 1906, waar net als in de eerdere jaren flink gesjoemeld was met de regels. De broers Harry en Charlie Collier, de secretaris van de Auto-Cycle Union (ACU) Freddie Straight en de voorzitter van de Fédération Internationale des Clubs Motocyclistes, markies Joseph de Mouzilly Saint-Mars zonnen op een manier om op Britse grond een eerlijke race te organiseren. Alleen op het Eiland Man bood het parlement, de Tynwald, de mogelijkheid om openbare wegen af te sluiten en af te wijken van de maximumsnelheid. De markies de Mouzilly Saint-Mars stelde de "Trophy" beschikbaar: een 90 cm groot beeld van Mercurius, staand op een gevleugeld wiel (deze trophee wordt nog steeds uitgereikt aan de winnaar van de Senior TT). De winnaar kreeg 25 pond, de tweede plaats leverde 15 pond op en de derde plaats 10 pond.

## De naam "Tourist Trophy"
Om toestemming te vergemakkelijken kreeg de wedstrijd de naam "Tourist Trophy" om het toeristische karakter te benadrukken. Door de problemen die de motorrijders ondervonden op de flanken van de Snaefell zette men een korter circuit uit aan de westkant van het eiland. Deze "St John's Short Course" liep van St John's via Kirk Michael en Peel terug naar St John's.

## TT van 1907
In 1907 werd besloten tot twee klassen in de TT: één- en tweecilinders. Het brandstofverbruik was beperkt, waardoor de Fransen met hun snelle, speciale Peugeot-racemotoren buitenspel stonden. De eencilinders waren sneller en betrouwbaarder dan de tweecilinders en daarom mochten de tweecilinders in de latere jaren een grotere cilinderinhoud hebben.
Er was slechts beperkt sprake van een internationale wedstrijd: Martin Geiger werd in de Single Cylinder TT vijfde met een NSU, J.P. le Grand viel uit met een Italiaanse Ghirardi & Dall’Oglio en J.D. Hamilton viel met een NSU uit. In de Twin Cylinder TT viel Harry Martin uit met een officieel Britse Kerry, die feitelijk een Belgische Saroléa was.

### De trainingen
Voor de trainingen werden de (onverharde) wegen niet afgesloten. Het stuk tussen Ballacraine en Kirk Michael was het slechtst omdat het al veel gebruikt werd door automobielen. Dit gedeelte werd gesproeid om de stofwolken tegen te gaan. Als sproeimiddel werd echter een mengsel van water en zuur gebruikt, waardoor de coureurs brandgaten in hun kleding kregen. Dit middel was dus eenmalig. Het rennerskwartier was ingericht bij de Tynwald Inn in St John's. Het schoolbord van de school diende als scorebord.

### Interval-start
Vanaf het begin kende de TT van Man een interval-start. In deze eerste jaren startten twee coureurs tegelijk. De eersten waren Frank Hulbert en Jack Marshall.

## Single Cylinder TT
Dinsdag 28 mei, 10 ronden, 254,5 km
Op dinsdag 28 mei 1907 duwden twee Triumph coureurs, Frank Hulbert en Jack Marshall, hun 3½ pk eencilinders aan in St John's om richting Ballacraine te rijden. Zij waren de eersten van zeventien deelnemers in de eencilinderklasse. Hun motorfietsen moesten nog geschikt zijn voor gebruik op de weg, met normale zadels, spatborden, uitlaten enz. Harry Collier, (Matchless) reed de snelste ronde bij de eencilinders: 41,81 mph, maar zijn broer Charlie won. Bij Triumph protesteerde men omdat men vond dat Jack Marshall gewonnen zou hebben als hij net als Collier pedalen had gehad. Bovendien was de Triumph veel zuiniger geweest (brandstofverbruik speelde toen al een grote rol): de Matchless verbruikte 1 liter per 34 km, de Triumph 1 liter per 40,8 km.
| Pos | Coureur           | Merk                | Snelheid  | Tijd      |
| --- | ----------------- | ------------------- | --------- | --------- |
| 1   | Charlie Collier   | Matchless-JAP 3½ hp | 38,21 mph | 4:08.08.2 |
| 2   | Jack Marshall     | Triumph 3½ hp       | 36,60 mph | 4:19.47.3 |
| 3   | Frank Hulbert     | Triumph 3½ hp       | 35,50 mph | 4:27.49.4 |
| 4   | R. M. Brice       | Brown 3½ hp         | 31,40 mph | 5:03.55.2 |
| 5   | Martin Geiger     | NSU 3½ hp           | 30,60 mph | 5:10.26.0 |
| 6   | J. C. Smyth       | Rex 3½ hp           | 29,40 mph | 5:23.40.3 |
| 7   | R. W. Ayrton      | Coventry 3½ hp      | 29,10 mph | 5:30.26.0 |
| 8   | Frank W. Applebee | Rex 3½ hp           | 27,40 mph | 5:46.31.0 |

| Coureur        | Merk                | Oorzaak               |
| -------------- | ------------------- | --------------------- |
| J. P. Le Grand | GB 3 hp             | Finish buiten de tijd |
| F. Winter      | ROC 4 hp            |                       |
| Stanley Webb   | Triumph 3½ hp       |                       |
| Tom Silver     | GB 3 hp             |                       |
| W. A. Jacobs   | Rex 3½ hp           | Ongeval               |
| G. Horner      | JAP 4 hp            |                       |
| J. D. Hamilton | NSU 3½ hp           |                       |
| R. W. Duke     | Triumph 3½ hp       |                       |
| Harry Collier  | Matchless-JAP 3½ hp | Motor                 |

## Twin Cylinder TT
Dinsdag 28 mei, 10 ronden, 254,5 km
De tweecilinderklasse werd aanvankelijk geleid door Rem Fowler met een Norton-Peugeot. Hij kreeg in de zevende ronde problemen met zijn aandrijfriem en bougies en viel met hoge snelheid bij Devil's Elbow door een lekke band. Hij had bijna opgegeven, maar hoorde van een toeschouwer dat hij al bijna een half uur voorsprong had op Billy Wells, die de race geleid had maar drie keer lek reed. Fowler zette door en won de tweecilinder race.
| Pos | Coureur      | Merk           | Snelheid  | Tijd      |
| --- | ------------ | -------------- | --------- | --------- |
| 1   | Rem Fowler   | Norton-Peugeot | 36,21 mph | 4:21.52.8 |
| 2   | Billy Wells  | Vindec-Special | 32,30 mph | 4:53.44.5 |
| 3   | W. M. Heaton | Rex            | 30,50 mph | 5:11.03.5 |
| 4   | J. A. Dent   | Vindec-Special |           |           |

| Coureur           | Merk    | Oorzaak |
| ----------------- | ------- | ------- |
| Theodore Tessier  | BAT-JAP |         |
| Harry Martin      | Kerry   |         |
| Oliver Godfrey    | Rex     |         |
| Frank A. Applebee | Rex     |         |

1907 · 1908 · 1909 · 1910 · 1911 · 1912 · 1913 · 1914 · Eerste Wereldoorlog · 1920 · 1921 · 1922 · 1923 · 1924 · 1925 · 1926 · 1927 · 1928 · 1929 · 1930 · 1931 · 1932 · 1933 · 1934 · 1935 · 1936 · 1937 · 1938 · 1939 · Tweede Wereldoorlog · 1947 · 1948 · 1949 · 1950 ·1951 · 1952 · 1953 · 1954 · 1955 · 1956 · 1957 · 1958 · 1959 · 1960 · 1961 · 1962 · 1963 · 1964 · 1965 · 1966 · 1967 · 1968 · 1969 · 1970 · 1971 · 1972 · 1973 · 1974 · 1975 · 1976 · 1977 · 1978 · 1979 · 1980 · 1981 · 1982 · 1983 · 1984 · 1985 · 1986 · 1987 · 1988 · 1989 · 1990 · 1991 · 1992 · 1993 · 1994 · 1995 · 1996 · 1997 · 1998 · 1999 · 2000 · 2002 · 2003 · 2004 · 2005 · 2006 · 2007 · 2008 · 2009 · 2010 · 2011 · 2012 · 2013 · 2014